# Balneari Broquetas
El Balneari Broquetas és una obra amb elements noucentistes i modernistes de Caldes de Montbui (Vallès Oriental) protegida com a bé cultural d'interès local.

## Descripció
L'edifici presenta la tipologia típica de balneari, amb una separació clara d'usos. L'edifici més alt (6 plantes) que dona al carrer del Pont és fonamentalment d'habitacions. L'edifici una mica més baix (3 plantes) que dona al carrer de Vic és principalment la part de serveis. La zona noble (3 plantes) de menjadors, salons i zones d'estar és la del mig que dona al jardí i a la plaça de la Font del Lleó, amb una imatge força senyorial. El balneari té una interessant galeria de banys en el soterrani i un ampli jardí que ocupa una gran extensió de terreny, que queda totalment envoltat pel nucli antic.
L'estructura és bàsicament de murs portants, originàriament amb forjats unidireccionals de fusta, encara que posteriorment ha sofert moltes transformacions. La coberta és plana i transitable. L'edifici presenta, en la plaça de la Font del Lleó, dos volums clarament diferenciats que es contraposen. Hi ha un ordre en la disposició i en el tipus de forats. La façana principal que presideix la Plaça de la Font del Lleó s'ordena per cinc eixos de composició. Té un clar component horitzontal, marcat per la balconada i el rètol del balneari que hi ha a la primera planta, per les cornises i la balustrada que fa de remat. Presenta una clara simetria, encara que la porta principal estigui desplaçada a un costat, ja que la mida d'aquesta i el tipus de forat és igual que tots els altres forats de la primera planta. Els forats presenten una clara similitud en cada una de les tres plantes, en una progressiva disminució.
El Balneari Broquetas és un conjunt d'un gran valor històric degut als vestigis trobats de l'època romana (sauna, ares), i alhora té un gran valor arquitectònic, degut als nombrosos elements de qualitat que hi ha a l'interior. Destacar principalment la galeria de banys i els elements de decoració interior modernistes.

### Galeria de banys
Està formada per un passadís ample, amb totes les cambres de bany disposades en bateria a cada un dels costats i decorada amb ceràmiques modernistes molt vistoses amb gran singularitat plàstica. S'han d'esmentar també les banyeres de marbre, els diferents elements de decoració interior d'estil modernista (poms de portes, llums, mobiliari, etc.), i algunes de les sales o habitacions, com la sala dels gira-sols, amb molts elements d'ornamentació.

### Elements romans
Queden restes d'una càmera d'obra romana que hi ha a la galeria de banys. És una cambra quadrangular orientada de nord a sud, amb la porta situada al sud. Tres parets són de "opus caementicio" (pedres unides amb morter) excepte la sud, que està feta de "opus testaceum" i "opus mixtum" (barreja de d'obra de pedres i maons). El paviment que es conserva és de rajola vermella, però segurament no és l'original. Hi ha una banqueta adossada al mur, feta de pedres unides amb morter. Es creu que era una cambra de banys de vapor. No queda clar si es tracta d'un laconium (estufa de calor sec) o una concamerata sudarium (estufa de calor humit), però possiblement és la segona perquè sinó les propietats terapèutiques de l'aigua es perden.

## Història
El Balneari Broquetes existeix des de fa molts anys, però va reedificar-se l'any 1770, i la seva activitat més important començà en aquell any, quan es reformà l'antic hostal de Can Vicenç. Des d'aleshores ha sofert diverses modificacions i ampliacions. L'Hostal d'en Vicenç és una part de les cases que Salvador Broquetas adquirí el 1729 per a edificar-hi la casa de banys que porta el seu nom. Aquestes devien ser contínues a la Capella de Sant Vicenç. Els seus propietaris, Juan Broquetas juntament amb el boticari Salvador Broquetas, van ser els autors d'un llibre "Luz de la Verdad, Tratado de las Aguas Termales de Caldas" (1790). El 1873 n'era propietari en Salvador Nogués i Dalger i en el 1915, Antònia Nogués i Turull. L'edifici inicialment era força més petit que l'actual.
L'aspecte exterior de l'edifici, a finals del segle xix no era pas el que presenta actualment. Per davant i fent cantonada amb el carrer de Vic, s'endinsava a la Plaça del Lleó deixant un espai lliure que Climent Cuspinera descriu com la Plaça d'en Marc Savall. Amb l'enderrocament posterior, unificada la façana, ambdues places es convertiren en una sola. El balneari comprà tota la banda de cases del carrer del Pont que feien veïnatge amb el seu jardí, enderrocant-les totes per a convertir aquell espai en un jardí digne per a un hotel de la seva categoria. També compraren l'Hostal de Cal Cès que enderrocaren per poder tenir una gran entrada al jardí pel carrer de Vic.
Se situa just al mig de la Plaça del Lleó, formant part de la zona més monumental de la població. La façana és una peça a destacar de la plaça tant per la seva importància com per la seva situació. Resta al bell mig d'una arquitectura fonamentalment del segle xx, de caràcter heterogeni. Antigament a la plaça se situava el gran complex termal romà, i sense dubte en part del solar que ocupa aquest establiment.